# Mount Gaston
Mount Gaston ist ein Berg im ostantarktischen Mac-Robertson-Land. In der Porthos Range der Prince Charles Mountains ragt er 800 m südöstlich des Mount Tarr auf.
Luftaufnahmen der Australian National Antarctic Research Expeditions (ANARE) aus dem Jahr 1965 dienten seiner Kartierung. Das Antarctic Names Committee of Australia benannte ihn nach Joe J. Gaston, Flugzeugingenieur bei einer ANARE-Kampagne im Jahr 1969 zur Vermessung der Prince Charles Mountains.